# Why Didn't Anybody Tell Me It Would Become This Bad in Afghanistan
Why Didn't Anybody Tell Me It Would Become This Bad in Afghanistan (en neerlandés: Waarom heeft niemand mij verteld dat het zo erg zou worden in Afghanistan) es el primer largometraje filmado con un teléfono móvil. La película trata sobre un veterano neerlandés de la Guerra Afgana que recuerda sus experiencias durante la guerra y cuenta cómo llegó a sobrellevarlas.
La película se estrenó en los principales festivales de cine: el Festival Internacional de Cine de Róterdam 2007 (WP), el Festival de Cine de Tribeca 2007 (IP), el Festival Internacional de Cine de San Francisco 2007, Pésaro 2007 y muchos otros. Dirigida por Cyrus Frisch y filmada principalmente en los Países Bajos.

## Argumento
Cyrus Frisch ha sido llamado el 'niño terrible' del cine holandés. En ¿Por qué nadie me dijo que sería tan malo en Afganistán? Frisch interpreta al protagonista de su propia película, interpretando a un veterano emocionalmente retraído de la guerra en Afganistán que observa el mundo cada vez más aislado desde la ventana de su apartamento en Ámsterdam, y desde ángulos incorpóreos mientras deambula por las calles de la ciudad. Su mirada se ve instintivamente atraída por el creciente acoso de la población inmigrante por parte de la policía. A lo largo de la película, Frisch destaca la pérdida global de comprensión multicultural de manera desconcertante. Su estilo cinematográfico es nada menos que bravura. Filmando completamente a través de un teléfono celular, construye una narración de improvisación esencialmente libre de diálogo. El protagonista' El aislamiento de su entorno se ve subrayado por las rejas en las ventanas de su apartamento que enmarcan a los inmigrantes en el exterior, quienes están a su vez encarcelados en una cultura cada vez más ajena. En otros momentos, Frisch gira la cámara hacia sí mismo, el ojo de su mente se refleja en violentos destellos de guerra. A lo largo de la película, las imágenes figurativas de personas en la calle de abajo, el juego de luces sobre el agua de los canales, las tomas de edificios contra el sol poniente y las escenas de personas en paisajes tienden a dividirse en píxeles digitales, y se vuelven borrosas y se desvanecen. manchas de abstracción vívida y colorida.
- Datos: Q1867416

1. ↑  «Cyrus Frisch». iffr.com. Consultado el 16 de octubre de 2022.
2. ↑  «Chris Campion: The phoney film-maker». the Guardian (en inglés). 4 de febrero de 2007. Consultado el 16 de octubre de 2022.
3. ↑  «Why didn't anybody tell me it would become this bad in Afghanistan | San Francisco Film Festival». web.archive.org. 2 de febrero de 2014. Archivado desde el original el 2 de febrero de 2014. Consultado el 16 de octubre de 2022.
4. ↑  «SFIFF Film Capsules - - News - San Francisco - SF Weekly». web.archive.org. 3 de mayo de 2012. Archivado desde el original el 3 de mayo de 2012. Consultado el 16 de octubre de 2022.
5. ↑  «Lees». VPRO Gids (en neerlandés). Consultado el 16 de octubre de 2022.
6. ↑  Frisch, Cyrus (26 de abril de 2007), Why Didn't Anybody Tell Me It Would Become This Bad in Afghanistan, Stichting Filmkracht, consultado el 16 de octubre de 2022.